# Austrian Wine Challenge Vienna
De Austrian Wine Challenge Vienna (Oostenrijkse wijncompetitie in Wenen) of afgekort AWC Vienna, is een groot officieel erkend internationaal wijn-concours en wordt sinds 2004 georganiseerd.
In 2011 voor de achtste keer onder beschermheerschap van Nikolaus Berlakovich, de Oostenrijkse minister van Landbouw en Milieu en Michael Häupl, de burgemeester van Wenen, in samenwerking met de Bundesweinbauverband (Federale Vereniging voor Wijnbouw) in Oostenrijk. Er worden dan zo’n 10.000 wijnen uit 36 landen bijeen gebracht om te worden beoordeeld.
Alle wijnen zijn op het "Höhere Bundeslehranstalt und Bundesamt für Wein- und Obstbau Klosterneuburg" (Oostenrijks onderwijs-en onderzoekscentrum voor wijn -en fruitteelt) te Klosterneuburg in afzonderlijke kamers per wijnproever, blind geproefd en volgens het internationale 100-puntensysteem geëvalueerd.
De vakjury bestaat uit oenologen, wijnanalytici, sommeliers, gastronomen, vakhandelaren en vakjournalisten.
De beste wijnen van betreffende beoordelingsjaar ontvangen "International Wine Trophies" waaraan een prijzengeld van €2000,00 verbonden is (2011). Er zijn vier categorieën:
- Winery of the Year - Wijngoed van het Jaar
- White Wine of the Year - Witte wijn van het jaar
- Red Wine of the Year - Rode wijn van het jaar
- Sweet Wine of the Year - Dessertwijn van het jaar

Daarnaast worden er gouden, zilveren en bronzen medailles uitgereikt, evenals “zegels van goedkeuring” voor wijnen die een bepaald minimumaantal punten behalen.
Medailles van de competitie zijn door de Europese Unie erkend als officiële wijnprijzen en als zodanig als herkenning op de flessen wijn toegestaan.

## Nederlandse wijnen
Op de AWC-Vienna worden ook Nederlandse wijnen regelmatig bekroond. Te weten meerdere wijnen van  de wijngaard "Hof van Twente", Kus van Thérèse van het "Wijngoed Gelders Laren" en enkele wijnen van "Wijngaard de Daalgaard".